# تاکسی عشق
تاکسی عشق فیلمی به کارگردانی نصرت‌الله وحدت و نویسندگی منوچهر کی مرام محصول سال ۱۳۴۹ است.

## بازیگران
- نصرت‌الله وحدت
- کتایون
- غلامحسین بهمنیار
- جمشید مهرداد
- جهانگیر فروهر
- خواجوی
- گیتی جعفری
- اکبر جنتی شیرازی
- علی محمد رجایی